# Fußball-Europameisterschaft 2021/England
Dieser Artikel behandelt die englische Nationalmannschaft bei der paneuropäischen Fußball-Europameisterschaft 2021. Für die englische Mannschaft war es die zehnte Teilnahme.

## Qualifikation

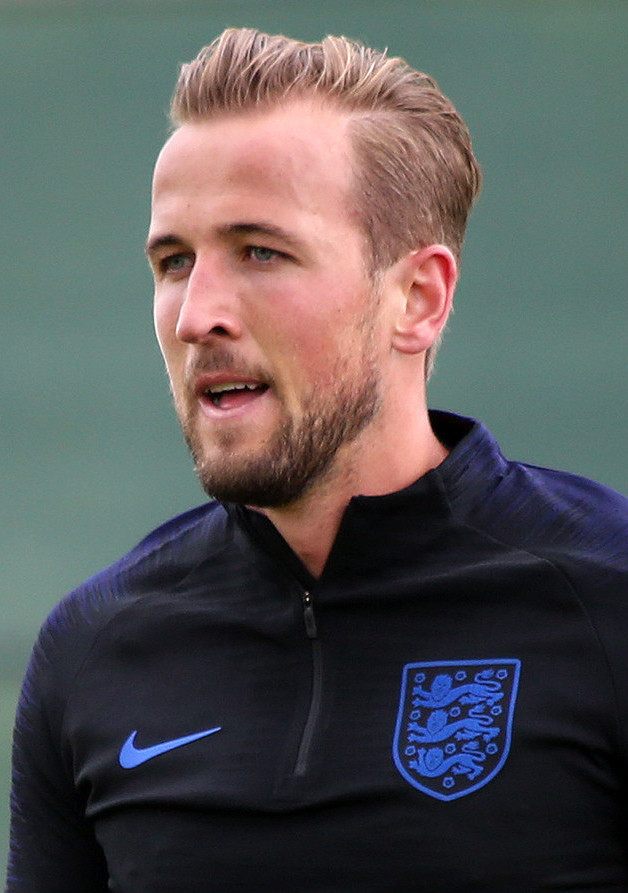
Harry Kane, bester Torschütze der Qualifikation

Für die Qualifikation wurden der englischen Mannschaft Tschechien, das Kosovo, Bulgarien und Montenegro zugelost.
Insgesamt setzte Nationaltrainer Gareth Southgate, der die Mannschaft seit Oktober 2016 trainierte, 30 Spieler ein, von denen nur Kapitän Harry Kane und Harry Maguire alle acht Spiele mitmachten. Je sieben Einsätze hatten Torhüter Jordan Pickford und Raheem Sterling. Ihr erstes Länderspiel in den Qualifikationsspielen bestritten Callum Hudson-Odoi, James Maddison, Tyrone Mings, Mason Mount, Declan Rice und Fikayo Tomori.
Bester Torschütze mit zwölf Toren, davon vier per Strafstoß, war Harry Kane, der in jedem Spiel mindestens ein Tor erzielte und auch insgesamt bester Torschütze der Qualifikation war. Damit erzielte zum zweiten Mal nach Kevin Keegan, der in der Qualifikation für die EM 1980 bester Torschütze war, ein Engländer die meisten Tore. Der zweitbeste englische Torschütze Raheem Sterling belegte mit acht Toren zusammen mit zwei anderen Spielern den siebten Platz in der Qualifikationstorschützenliste. Ihre ersten Länderspieltore erzielten in der Qualifikation Tammy Abraham (zum 7:0-Endstand gegen Montenegro), Michael Keane (zum 1:1-Ausgleich beim 5:1-Sieg gegen Montenegro), Mason Mount (zum 4:0-Endstand gegen das Kosovo in der ersten Minute der Nachspielzeit) und Harry Winks (zur 1:0-Führung im gleichen Spiel) sowie Jadon Sancho (zum 4:1 und 5:1 beim 5:3-Sieg gegen das Kosovo). Insgesamt trugen zehn Spieler zu 34 Qualifikationstoren bei. Zudem profitierten die Engländer von drei Eigentoren gegnerischer Spieler. Mit 37 Toren in acht Spielen hatten die Engländer mit 4,625 Toren pro Spiel die beste Torquote aller Mannschaften.

### Spiele
| Datum      | Spielort    | Gegner     | Ergebnis  | Torschützen |
| ---------- | ----------- | ---------- | --------- | --- |
| 22.03.2019 | London      | Tschechien | 5:0 (2:0) | Raheem Sterling (24., 68., 84.), Harry Kane (45.+2/Elfm.), 3:0 (62'), Tomáš Kalas (84./Eigentor)                                                     |
| 25.03.2019 | Podgorica   | Montenegro | 5:1 (2:1) | Marko Vešović (17.); Michael Keane (30.), Ross Barkley (39., 59.), Harry Kane (71.), Raheem Sterling (81.)                                           |
| 07.09.2019 | London      | Bulgarien  | 4:0 (1:0) | Harry Kane (24., 50./Elfm., 73./Elfm.), Raheem Sterling (55.)                                                                                        |
| 10.09.2019 | Southampton | Kosovo     | 5:3 (5:1) | Valon Berisha (1., 49.), Vedat Muriqi (55./Elfm.); Raheem Sterling (8.), Harry Kane (19.), Mërgim Vojvoda (38./Eigentor), Jadon Sancho, (44., 45.+1) |
| 11.10.2019 | Prag        | Tschechien | 1:2 (1:1) | Harry Kane (5./Elfm.); Jakub Brabec (9.), Zdenek Ondrášek (85.)                                                                                      |
| 14.10.2019 | Sofia       | Bulgarien  | 6:0 (4:0) | Marcus Rashford (7.), Ross Barkley (20., 32.), Raheem Sterling (45.+3, 69.), Harry Kane (85.)                                                        |
| 14.11.2019 | London      | Montenegro | 7:0 (5:0) | Alex Oxlade-Chamberlain (11.), Harry Kane (19., 24., 66.), Marcus Rashford (30.), Aleksandar Šofranac (66./Eigentor), Tammy Abraham (84.)            |
| 17.11.2019 | Pristina    | Kosovo     | 4:0 (1:0) | Harry Winks (32.), Harry Kane (79.), Marcus Rashford (83.), Mason Mount (90.+1)                                                                      |

### Abschlusstabelle
| Pl. | Land       | Sp. | S | U | N | Tore    | Diff. | Punkte |
| --- | ---------- | --- | - | - | - | ------- | ----- | ------ |
| 1.  | England    | 8   | 7 | 0 | 1 | 037:600 | +31   | 21     |
| 2.  | Tschechien | 8   | 5 | 0 | 3 | 013:110 | +2    | 15     |
| 3.  | Kosovo     | 8   | 3 | 2 | 3 | 013:160 | −3    | 11     |
| 4.  | Bulgarien  | 8   | 1 | 3 | 4 | 006:170 | −11   | 06     |
| 5.  | Montenegro | 8   | 0 | 3 | 5 | 003:220 | −19   | 03     |

## Vorbereitung

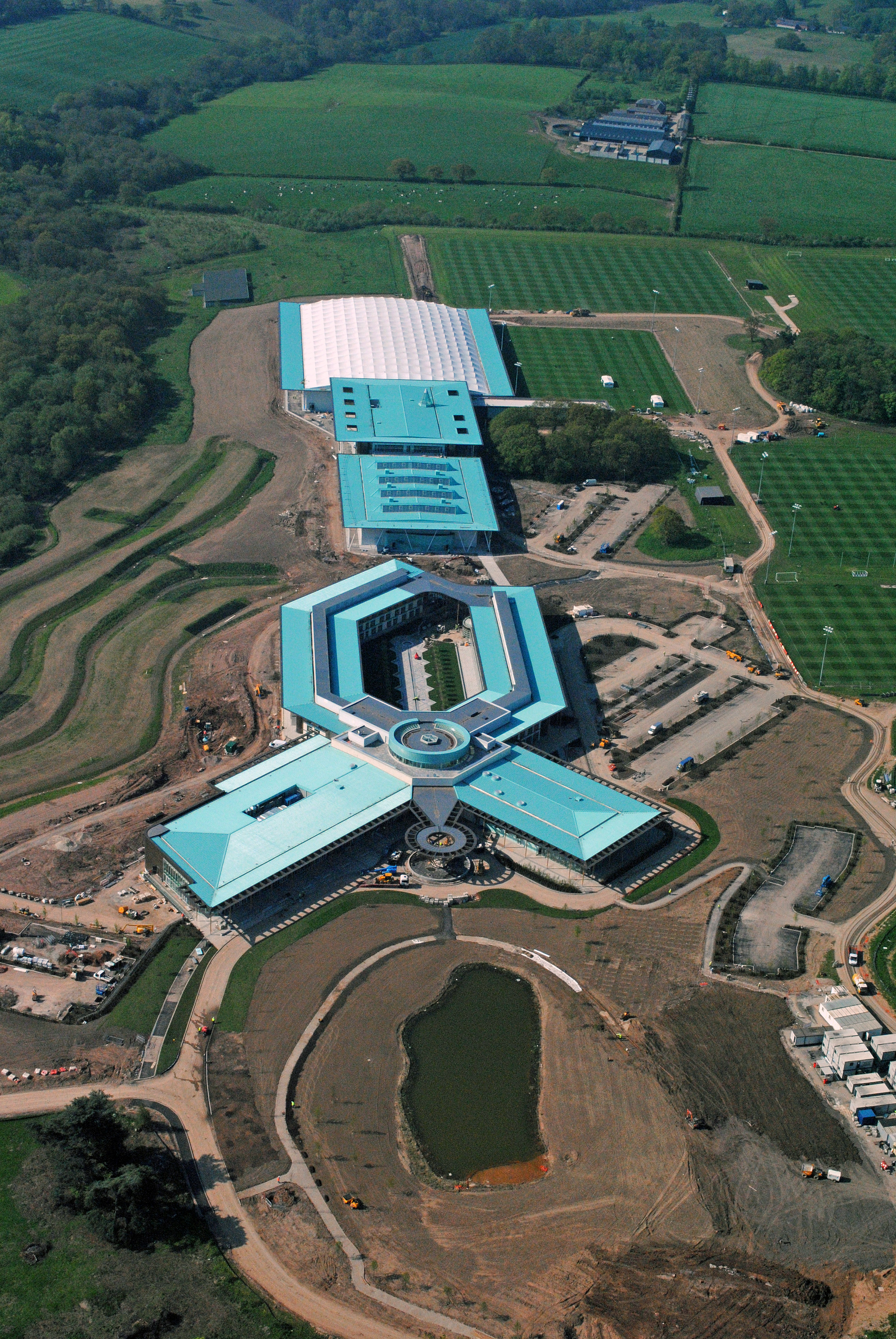
Das National Football Centre im St George’s Park im Mai 2012, wenige Monate vor der Eröffnung

Am 25., 28. und 31. März 2021 standen die ersten Spiele in der Qualifikation für die WM 2022 gegen San Marino (5:0), Albanien (2:0) und Polen (2:1) an.
Am 2. und 6. Juni spielte die Mannschaft in Middlesbrough gegen EM-Teilnehmer Österreich bzw. Rumänien, das nicht für die EM qualifiziert war, und gewann jeweils mit 1:0. Während der EM wohnte die englische Fußballnationalmannschaft in einem Hilton Hotel bei Burton upon Trent und trainierte dort im St George’s Park National Football Centre.

## Kader
Am 1. Juni 2021 wurde der endgültige Kader bekanntgegeben. Aus dem vorläufigen Kader wurden Ben Godfrey, Mason Greenwood, Jesse Lingard, Aaron Ramsdale, James Ward-Prowse, Ollie Watkins und zunächst Ben White nicht berücksichtigt. Godfrey, Lingard, Ward-Prowse, Watkins und White wurden aber noch am 2. und 6. Juni bei den Testspielen gegen Österreich und Rumänien eingesetzt.
In der Schlussphase des Testspiels gegen Österreich verletzte sich der nominierte Trent Alexander-Arnold und schied aus dem Kader aus. Als Ersatz wurde Ben White erst nach dem Spiel gegen Rumänien am 6. Juni nominiert. Aufgrund anhaltender Hüftprobleme rückte Aaron Ramsdale nach dem ersten Gruppenspiel für Dean Henderson ins Team. Nach engem Kontakt mit dem am 21. Juni positiv auf SARS-CoV-2 getesteten Billy Gilmour (von Gruppengegner Schottland) mussten sich Ben Chilwell und Mason Mount in eine mehrtägige Quarantäne begeben und verpassten mindestens das letzte Gruppenspiel gegen Tschechien.
| Nr. | Position   | Name                  | Geburts- datum | Länderspiel- einsätze | Länderspiel- tore | Verein                  | Debüt      | Letzter Einsatz | vorherige EM-Spiele | Anzahl der Spiele | Tor          | Gelbe Karte  | Gelb-Rote Karte | Rote Karte   |
| --- | ---------- | --------------------- | -------------- | --------------------- | ----------------- | ----------------------- | ---------- | --------------- | ------------------- | ----------------- | ------------ | ------------ | --------------- | ------------ |
| 13  | Torhüter   | Dean Henderson        | 12.03.1997     | 01                    | 0                 | Manchester United       | 12.11.2020 | 12.11.2020      |                     | ohne Einsatz      | ohne Einsatz | ohne Einsatz | ohne Einsatz    | ohne Einsatz |
| 23  | Torhüter   | Sam Johnstone         | 25.03.1993     | 01                    | 0                 | West Bromwich Albion ▼  | 06.06.2021 | 06.06.2021      |                     |                   |              |              |                 |              |
| 01  | Torhüter   | Jordan Pickford       | 07.03.1994     | 31                    | 0                 | FC Everton              | 10.11.2017 | 02.06.2021      |                     | 7                 |              |              |                 |              |
| 13  | Torhüter   | Aaron Ramsdale        | 14.05.1998     | 0                     | 0                 | Sheffield United ▼      |            |                 |                     |                   |              |              |                 |              |
| 21  | Abwehr     | Ben Chilwell          | 21.12.1996     | 14                    | 0                 | FC ChelseaC             | 11.09.2018 | 31.03.2021      |                     |                   |              |              |                 |              |
| 16  | Abwehr     | Conor Coady           | 25.02.1993     | 05                    | 01                | Wolverhampton Wanderers | 08.09.2020 | 02.06.2021      |                     |                   |              |              |                 |              |
| 24  | Abwehr     | Reece James           | 08.12.1999     | 06                    | 0                 | FC ChelseaC             | 08.10.2020 | 31.03.2021      |                     | 1                 |              |              |                 |              |
| 06  | Abwehr     | Harry Maguire         | 05.03.1993     | 32                    | 03                | Manchester United       | 10.11.2017 | 31.03.2021      |                     | 5                 | 1            | 3× 1         |                 |              |
| 15  | Abwehr     | Tyrone Mings          | 13.03.1993     | 10                    | 0                 | Aston Villa             | 14.10.2019 | 06.06.2021      |                     | 3                 |              |              |                 |              |
| 03  | Abwehr     | Luke Shaw             | 12.07.1995     | 10                    | 0                 | Manchester United       | 05.03.2014 | 06.06.2021      |                     | 6                 | 1            |              |                 |              |
| 05  | Abwehr     | John Stones           | 28.05.1994     | 42                    | 02                | Manchester CityM        | 30.05.2014 | 31.03.2021      | 0 (2016)            | 7                 |              |              |                 |              |
| 12  | Abwehr     | Kieran Trippier       | 19.09.1990     | 28                    | 01                | Atlético MadridM        | 13.06.2017 | 06.06.2021      |                     | 5                 |              |              |                 |              |
| 02  | Abwehr     | Kyle Walker           | 28.05.1990     | 55                    | 0                 | Manchester CityM        | 12.11.2011 | 31.03.2021      | 3 (2016)            | 6                 |              |              |                 |              |
| 22  | Abwehr     | Ben White             | 08.10.1997     | 02                    | 0                 | Brighton & Hove Albion  | 02.06.2021 | 06.02.2021      |                     |                   |              |              |                 |              |
| 26  | Mittelfeld | Jude Bellingham       | 29.06.2003     | 04                    | 0                 | Borussia DortmundP      | 12.11.2020 | 06.06.2021      |                     | 3                 |              |              |                 |              |
| 08  | Mittelfeld | Jordan Henderson      | 17.06.1990     | 59                    | 0                 | FC Liverpool            | 17.11.2010 | 06.06.2021      | 3 (2012, 2016)      | 5                 | 1            |              |                 |              |
| 19  | Mittelfeld | Mason Mount           | 10.01.1999     | 16                    | 04                | FC ChelseaC             | 07.09.2019 | 31.03.2021      |                     | 5                 |              |              |                 |              |
| 14  | Mittelfeld | Kalvin Phillips       | 02.12.1995     | 08                    | 0                 | Leeds United            | 08.09.2020 | 06.06.2021      |                     | 7                 |              | Gelbe Karte  |                 |              |
| 04  | Mittelfeld | Declan Rice           | 14.01.1999     | 17                    | 01                | West Ham United         | 22.03.2019 | 06.06.2021      |                     | 7                 |              | Gelbe Karte  |                 |              |
| 18  | Angriff    | Dominic Calvert-Lewin | 16.03.1997     | 09                    | 04                | FC Everton              | 08.10.2020 | 06.06.2021      |                     | 2                 |              |              |                 |              |
| 20  | Angriff    | Phil Foden            | 28.05.2000     | 06                    | 02                | Manchester CityM        | 05.09.2020 | 31.03.2021      |                     | 3                 |              | Gelbe Karte  |                 |              |
| 07  | Angriff    | Jack Grealish         | 10.09.1995     | 07                    | 0                 | Aston Villa             | 08.09.2020 | 06.06.2021      |                     | 5                 |              |              |                 |              |
| 09  | Angriff    | Harry KaneT           | 28.07.1993     | 54                    | 34                | Tottenham Hotspur       | 27.03.2015 | 02.06.2021      | 4 (2016)            | 7                 | 4            |              |                 |              |
| 11  | Angriff    | Marcus Rashford       | 31.10.1997     | 41                    | 11                | Manchester United       | 27.05.2016 | 06.06.2021      | 2 (2016)            | 5                 |              |              |                 |              |
| 25  | Angriff    | Bukayo Saka           | 05.09.2001     | 05                    | 01                | FC Arsenal              | 08.10.2020 | 02.06.2021      |                     | 4                 |              |              |                 |              |
| 17  | Angriff    | Jadon Sancho          | 25.03.2000     | 19                    | 03                | Borussia DortmundP      | 12.10.2018 | 06.06.2021      |                     | 3                 |              |              |                 |              |
| 10  | Angriff    | Raheem Sterling       | 08.12.1994     | 61                    | 14                | Manchester CityM        | 14.11.2012 | 31.03.2021      | 3 (2016)            | 7                 | 3            |              |                 |              |
|     | Trainer    | Gareth Southgate      | 03.09.1970     | 57                    | 02                |                         |            |                 | 6 (1996, 2000)      |                   |              |              |                 |              |

1. 1 2  Stand: Vor Turnierbeginn.
2. ↑  Stand: Vor der EM
3. ↑  Zudem 2018 drei Länderspiele für Irland
4. 1 2 3  Als Spieler

Anmerkungen: T = Liga-Torschützenkönig 2020/21, C = UEFA-Champions-League-Sieger 2020/21, M = Meister 2020/21, P = Pokalsieger 2020/21,  ▼ = Absteiger
Quelle

## Endrunde
Für die Endrunde hatte sich auch England mit dem Wembley-Stadion als Ausrichter für Spiele beworben und erhielt zunächst den Zuschlag für die beiden Halbfinalspiele und das Finale. Nachdem die UEFA Brüssel die Ausrichtung von drei Gruppenspielen und einem Achtelfinale entzogen hatte und London zuteilte, fanden die meisten Spiele der EM in England statt. Bei der Auslosung wurden den Engländern Kroatien und Qualifikationsgegner Tschechien sowie eine Mannschaft zugelost, die sich im Herbst 2020 noch über die Play-offs qualifizieren musste, was den Schotten dann als letzte Mannschaft gelang. Gegen Kroatien gab es bisher zehn Spiele mit fünf Siegen, zwei Remis und drei Niederlagen. 2018 trafen beide dreimal aufeinander, zunächst verloren die Engländer im WM-Halbfinale mit 1:2, im ersten Spiel der UEFA Nations League 2018/19 gab es in Kroatien ein torloses Remis, das Rückspiel gewannen die Engländer mit 2:1. Gegen Tschechien gab es zwei Siege, ein Remis und eine Niederlage, die einzige der Engländer in der Qualifikation. Schottland war erster und häufigster Gegner der Engländer. In 114 Spielen gab es 48 Siege, 25 Remis und 41 Niederlagen. Bei der EM 1996 spielten beide in der Gruppenphase auch gegeneinander und die Engländer gewannen mit 2:0. Die letzte Niederlage gegen die Schotten gab es im November 1999, danach folgten drei Siege und zuletzt im Juni 2017 ein Remis.
Als Gruppensieger würde die englische Mannschaft – vorbehaltlich der Beibehaltung der Spielorte – wieder in London gegen den Zweiten der Gruppe F mit Deutschland, Weltmeister Frankreich oder Titelverteidiger Portugal spielen, als Zweiter einen Tag früher in Kopenhagen gegen den Zweiten der Gruppe E, z. B. Polen, Schweden oder Spanien. Als einer der vier besten Gruppendritten wären entweder der Sieger der Gruppe B mit Belgien, der Sieger der Gruppe C mit den Niederlanden oder der Sieger der Gruppe E Gegner im Achtelfinale, wobei sie dann in Sevilla oder Budapest bzw. in Glasgow hätten spielen müssen.

### Gruppenspiele
| Pl.                                                                                                   | Land       | Sp. | S | U | N | Tore    | Diff. | Punkte |
| --- | ---------- | --- | - | - | - | ------- | ----- | ------ |
| 1. | England    | 3   | 2 | 1 | 0 | 002:000 | +2    | 07     |
| 2. | Kroatien   | 3   | 1 | 1 | 1 | 004:300 | +1    | 04     |
| 3. | Tschechien | 3   | 1 | 1 | 1 | 003:200 | +1    | 04     |
| 4. | Schottland | 3   | 0 | 1 | 2 | 001:500 | −4    | 01     |
| Für die Platzierung war die höhere Anzahl der erzielten Tore in allen Gruppenspielen ausschlaggebend. |            |     |   |   |   |         |       |        |

|                                      |   |            |           |
| 13. Juni 2021, 15:00 in London       |   |            |           |
| England                              | – | Kroatien   | 1:0 (0:0) |
| 18. Juni 2021, 21:00 in London       |   |            |           |
| England                              | – | Schottland | 0:0       |
| 22. Juni 2021 um 21:00 Uhr in London |   |            |           |
| Tschechien                           | – | England    | 0:1 (0:1) |

### K.-o.-Runde
Schon vor dem letzten Gruppenspiel stand fest, dass die englische Mannschaft mindestens als einer der vier besten Gruppendritten im Achtelfinale stände. Mit dem Sieg gegen die Tschechen verdrängten sie diese noch von Platz 1 und trafen als Gruppensieger wieder in London auf Deutschland, den Zweiten der Gruppe F. In bisher 32 Spielen gab es je 13 Siege und Niederlagen sowie sechs Remis. Von den letzten drei Spielen, alles Freundschaftsspiele, konnten beide je eins gewinnen, das letzte Spiel endete im November 2017 im Wembley Stadium torlos. Durch den 2:0-Sieg zog England ins Viertelfinale in Rom gegen den Sieger des letzten Achtelfinals Schweden gegen Ukraine ein.
Gegner war die Ukraine, gegen die es in zuvor sieben Spielen vier Siege, zwei Remis und eine Niederlage gab. Den letzten Sieg gab es in der Gruppenphase der EM 2012, danach folgten zwei Remis in der Qualifikation für die WM 2014. Nach dem höchsten Sieg gegen die Ukrainer (4:0) kehrten die Engländer zurück ins Wembley-Stadion, wo sie auf Dänemark trafen. Gegen die Dänen wurde in 21 Spielen zuvor zwölfmal gewonnen, fünfmal trennten sie sich remis und verloren vier Spiele. Das letzte Spiel im Oktober 2020 in der UEFA Nations League 2020/21 konnten die Dänen aber in London mit 1:0 gewinnen; das Tor erzielte Christian Eriksen per Elfmeter. Davor gab es zwei knappe Siege für die Engländer (2:1 und 1:0) in Freundschaftsspielen, die aber zehn bzw. sieben Jahre zurücklagen, und ein torloses Remis im Nations-League-Hinspiel.
Durch den 2:1-Sieg nach Verlängerung zogen die Engländer zum ersten Mal in ein EM-Finale, das sie in London gegen Italien bestritten. Gegen die Italiener hatte es in bislang 27 Spielen acht Siege, neun Remis und zehn Niederlagen gegeben, womit Italien zu den nur vier Mannschaften gehört, gegen die England eine negative Bilanz hat. Bei EM-Endrunden trafen beide zweimal aufeinander: 1980 gewann Italien mit 1:0 in der Gruppenphase, 2012 konnte Italien nach torlosen 120 Minuten im Viertelfinale das Elfmeterschießen gewinnen. Die letzten beiden Spiele im März 2015 bzw. 2018 waren Freundschaftsspiele und endeten jeweils 1:1. Das letzte Spiel davor gewannen die Italiener in der Gruppenphase der WM 2014 mit 2:1. Beide schieden aber nach der Gruppenphase aus. England konnte zuletzt im August 2012 in Bern mit 2:1 gegen Italien gewinnen. Ein besonderes Spiel zwischen beiden war 1934 die Battle of Highbury, die England mit 3:2 gegen den damals amtierenden Weltmeister gewann.
|                                                                    |   |             |                                |
| Achtelfinale 29. Juni 2021 um 17:00 Uhr (18:00 Uhr MESZ) in London |   |             |                                |
| England                                                            | – | Deutschland | 2:0 (0:0)                      |
| Viertelfinale 3. Juli 2021 um 21:00 Uhr in Rom                     |   |             |                                |
| Ukraine                                                            | – | England     | 0:4 (0:1)                      |
| Halbfinale 7. Juli 2021 um 21:00 Uhr in London                     |   |             |                                |
| England                                                            | – | Dänemark    | 2:1 n. V. (1:1, 1:1)           |
| Finale 11. Juli 2021 um 21:00 Uhr in London                        |   |             |                                |
| Italien                                                            | – | England     | 1:1 n. V. 3:2 i. E. (1:1, 0:1) |